# Marabú collgroc
El marabú collgroc (Leptoptilos javanicus) és una espècie d'ocell de la família dels cicònids que hom pot observar en boscos empantanegats, manglars, estuaris, estanys, llacs i terres de conreu, en àrees discontínues de la zona indomalaia, al sud de Nepal i de Bhutan, i terres limítrofes del nord i est de l'Índia, Bangladesh, Sri Lanka, sud de la Xina, Hainan, sud de Tailàndia, Indoxina, la península de Malaca, Sumatra, Java i Borneo.